# J. Frank Morrison

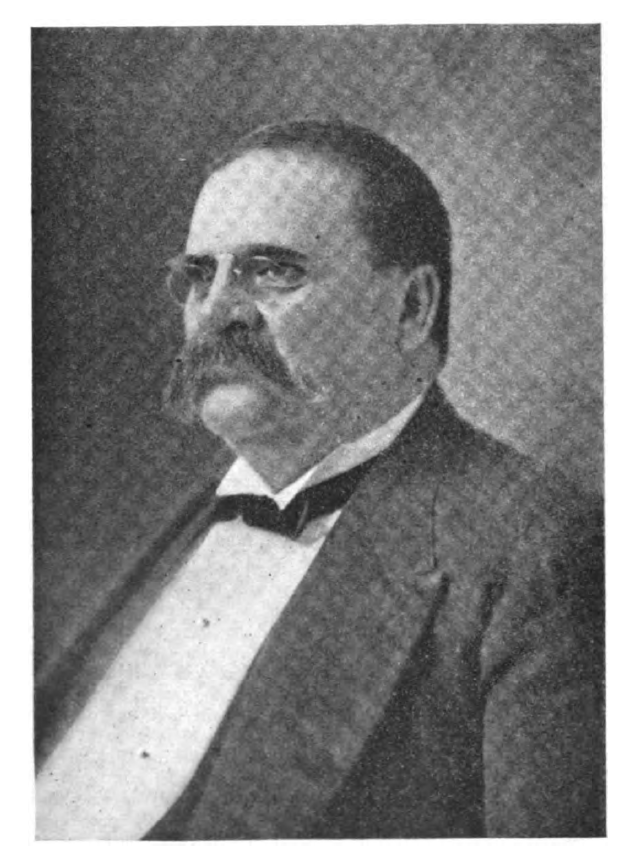
J. Frank Morrison (1892)

James Frank Morrison (* 18. April 1841 in Saint John, New Brunswick; † 3. Juli 1916 in Baltimore, Maryland) war ein US-amerikanischer Elektrotechnik-Pionier und politischer Akteur. Nach Stationen bei der Baltimore and Ohio Railroad und Western Union leitete er wegweisende Projekte im Ausbau von Fernsprech- und Stromnetzen und trug so wesentlich zur Infrastrukturentwicklung im späten 19. Jahrhundert bei. Parallel dazu nahm Morrison eine prägende Rolle in der Kommunalpolitik Baltimores ein und übte als Parteifunktionär und Amtsinhaber bedeutenden Einfluss auf Stadtverwaltung und Wählerstruktur aus.

## Werdegang
Morrison wurde am 1841 in Saint John, New Brunswick, geboren. Seine Familie pendelte in seiner Kindheit mehrmals zwischen Kanada und den Vereinigten Staaten. Als er 15 Jahre alt war, ließ sich die Familie dauerhaft in den USA nieder. Nach einer kurzen Anstellung in einem Handelshaus in Boston trat Morrison 1862 in die Telegrafieabteilung der Baltimore and Ohio Railroad (B&O) ein, wo er seine ersten beruflichen Erfahrungen im Bereich drahtgebundener Telekommunikation sammelte. In den folgenden Jahren war er als reisender Telegrafist für die B&O und die Western Union in mehreren Städten tätig und erwarb dadurch fundierte technische sowie betriebswirtschaftliche Kenntnisse großer, moderner Unternehmen.
Im Frühjahr 1872 wechselte Morrison als diensthabender Nachtschichtleiter zur Western Union in Baltimore, Maryland, und siedelte sich dort an. Noch im selben Jahr heiratete er Irene C. Sifford aus Frederick, Maryland, und engagierte sich in der örtlichen Democratic Conservative Party.

## Politische Karriere

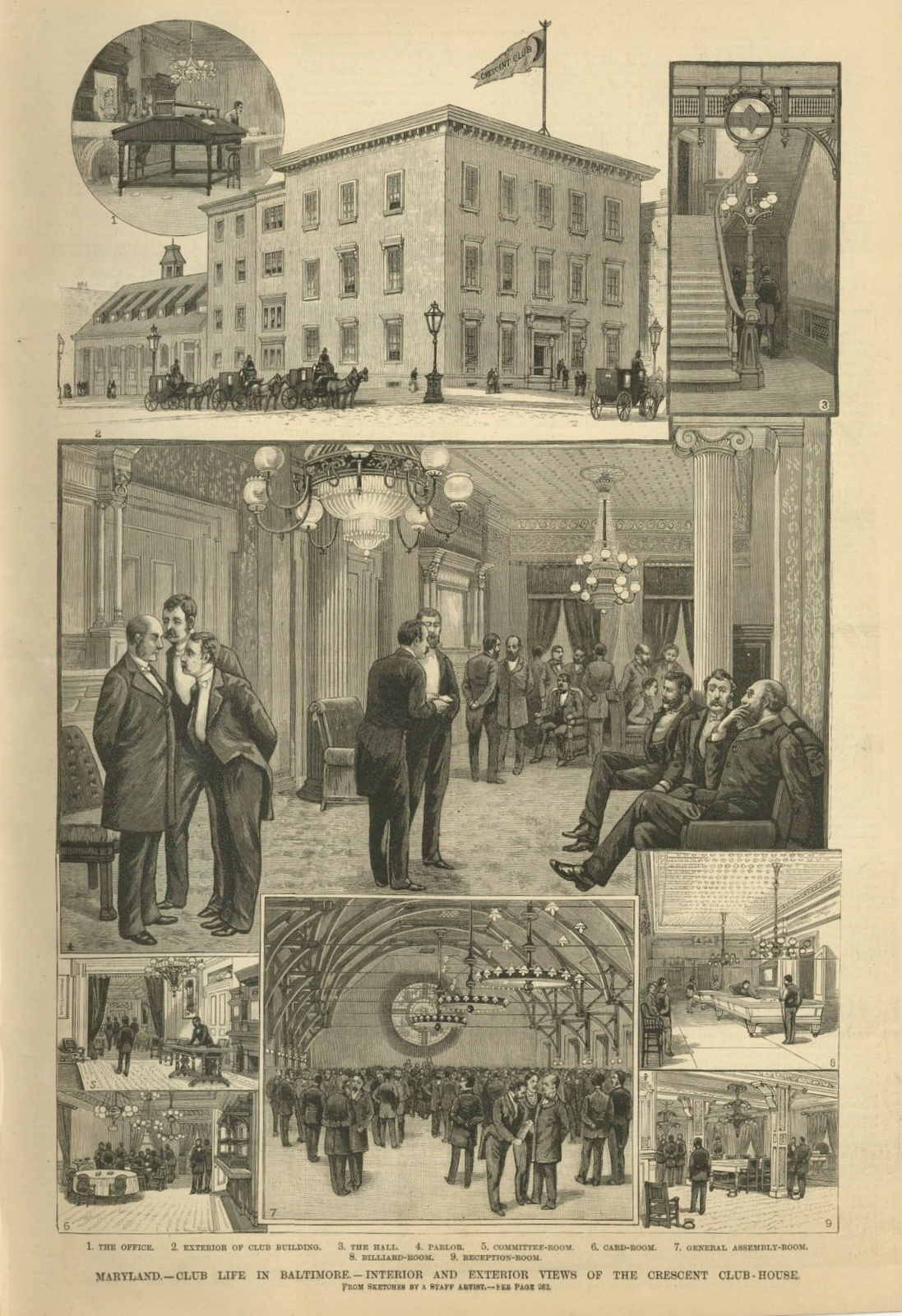
Crescent Club, Baltimore, 1886

J. Frank Morrison etablierte sich ab 1874 als zentraler politischer Akteur der Democratic Conservatives in Baltimore und übte maßgeblichen Einfluss auf die Stadtpolitik aus. Im März 1874 gründete er den Crescent Club, ein exklusives Wahlkreisbüro der Demokratischen Konservative im Fourteenth Ward, und bekleidete dessen Präsidentenamt für fast siebzehn Jahre. Durch diese Rolle kontrollierte er als Wahlregistrar ab 1874 die Wählerlisten seiner Bezirkspartei und sicherte so die Loyalität und Mobilisierung der Wählerbasis. Nach einem schweren Messerangriff 1875, der ihn zum Rücktritt zwang, kehrte er 1876 in die Kommunalverwaltung zurück und übernahm die Leitung des Baltimore Police and Fire Alarm Telegraph. 1880 wurde er zum Warden of the City Jail ernannt, eine Position, die ihm nicht nur hohe Einkünfte, sondern vor allem umfangreiche Patronagebefugnisse verlieh, mit denen er politische Gefolgsleute versorgte.
Der Wendepunkt seiner politischen Laufbahn war der sogenannte „New Judges Fight“ von 1882, in dessen Verlauf Morrison gegen den etablierten Apparat opponierte und erfolgreich neue Kandidaten in das Richteramt brachte. Zugleich sah er sich jedoch Korruptionsvorwürfen ausgesetzt, da er als Fire Commissioner vermeintlich überteuerte Aufträge an befreundete Unternehmen vergeben haben soll. Zwar endete das Verfahren mit einem Freispruch, doch schwächte die Affäre sein Verhältnis zur Parteiklientel und führte zum Verlust seiner Commission. Bis 1884 bildete Morrison gemeinsam mit Robert J. „Doc“ Slater und Isaac Freeman Rasin ein Triumvirat der einflussreichsten Bosse der Demokratischen Konservative in Baltimore. Ihre ausgedehnte Klientel- und Klubpolitik dominierte sowohl kommunale als auch bundesstaatliche Ämter. Im Bürgermeisterwahlkampf 1884 stellten sich Morrison und Doc Slater gegen Rasin und unterstützten dessen Herausforderer James Hodges. Nach ihrer Niederlage konnte Rasin seine Vormachtstellung weiter ausbauen, während Morrisons Einfluss allmählich schwand. 1887 legte Morrison sein Amt als Warden nieder und zog sich weitgehend aus der aktiven Politik zurück.

## Elektrotechnische Pionierleistungen
Morrison trug im späten 19. Jahrhundert entscheidend zur Entwicklung öffentlicher Fernmelde- und Stromnetze in den USA bei. Nach der verheerenden Potomac-Flut 1877 beauftragte ihn Arthur Pue Gorman, eine Telegrafieverbindung entlang des Chesapeake and Ohio Canal zu errichten. Angesichts rascher technischer Fortschritte wandelte Morrison das Projekt 1879 in eine Fernsprechanlage um und leitete den Bau einer über 180 Meilen (etwa 290 Kilometer) langen Leitung von Georgetown, D.C., nach Cumberland, Maryland, bei der an 48 Zwischenstationen Edison Universal Telephones installiert wurden – weltweit erstmalig als kommerzielle Fernsprechverbindung betrieben. In seiner Funktion als Superintendent des Baltimore Police and Fire Alarm Telegraph rekonstruierte er 1876/77 das gesamte städtische Alarmnetz, installierte 150 Alarmkästen mit 170 Meilen (etwa 274 Kilometer) Draht und stellte über 2000 Masten auf, wodurch die städtische Einsatzführung auf einen modernen, durchgehenden Elektrobetrieb umgestellt wurde. 1881 übernahm Morrison die Leitung der Brush Electric Light Company of Baltimore, sicherte durch städtische Vertragsabschlüsse eine fünfjährige Exklusivversorgung der Straßenbeleuchtung und etablierte damit flächendeckend elektrische Bogenlampen im öffentlichen Raum. Auf nationaler Ebene wurde er 1885 zum ersten Präsidenten der kurz zuvor gegründeten National Electric Light Association gewählt.

## Privatleben und Tod
J. Frank Morrison heiratete im Herbst 1872 Irene C. Sifford aus Frederick, Maryland. Aus dieser Ehe ging ein Sohn hervor, der im Alter von 21 Monaten verstarb. In den letzten Lebensjahren zog sich Morrison infolge einer fortschreitenden Zungenkrebserkrankung in die Abgeschiedenheit seines Wohnhauses an der North Carey Street in Baltimore zurück und vermied öffentliche Auftritte. Am 3. Juli 1916, im Alter von 75 Jahren, erlag er seiner Krankheit in seinem Haus in Baltimore. Seine Beisetzung erfolgte am folgenden Tag auf dem Mount Olivet Cemetery in Frederick, Maryland, wo er neben seiner bereits im Oktober 1915 verstorbenen Ehefrau seine letzte Ruhestätte fand. Er hinterließ einen Bruder und zwei Schwestern in Kanada.